# Serra de Gata (comarca)
Serra de Gata é uma comarca raianas da Espanha, situada no extremo noroeste da província de Cáceres e da comunidade autónoma da Estremadura. É limitada a norte pela província de Salamanca, a oeste pelo distrito de Castelo Branco (Portugal) e a leste pela comarca das Hurdes. A comarca corresponde à vertente sul da Serra de Gata.
O secular isolamento desta comarca converteram-na num dos lugares da Península Ibérica em que a natureza e as formas de vida rural se encontram mais bem preservados. Nos três municípios mais ocidentais (Valverde del Fresno, Eljas e San Martín de Trevejo) mantém-se bem vivo um dialeto galaico-português — ou xalimego, ou fala de Xálima ou fala da Estremadura, chamada localmente simplesmente como fala.

## Municípios da comarca da Serra de Gata

Comarca da Serra de Gata

- Acebo
- Cadalso
- Cilleros
- Descargamaría
- Eljas
- Gata
- Hernán-Pérez
- Hoyos
- Moraleja
- Perales del Puerto
- Robledillo de Gata
- San Martín de Trevejo
- Santibáñez el Alto
- Torrecilla de los Ángeles
- Torre de Don Miguel
- Valverde del Fresno
- Villamiel
- Villanueva de la Sierra
- Villasbuenas de Gata